# 123
123 (CXXIII) var ett normalår som började en torsdag i den julianska kalendern.

## Händelser

### Okänt datum
- Kejsar Hadrianus villa i Tivoli byggs.
- Hadrianus avvärjer ett krig med Partien genom ett personligt möte med Osroes.
- Fortet Housesteads byggs på Hadrianus mur norr om Bardon Mill (omkring detta år).
- Mug Nuadat besegrar den iriske kungen Conn Cétchathach.
- Ban Yong, son till Ban Chao återetablerar den kinesiska kontrollen över Tarimsänkan.
- Den kinesiske vetenskapsmannen Zhang Heng rättar kalendern för att få den att hamna i fas med årstiderna.